# Bobby Whitlock
Bobby Whitlock (født 18. marts 1948 i Memphis, død 10. august 2025) var en amerikansk musiker, sanger og sangskriver, bedst kendt som medlem af Derek and the Dominoes. Han var i 1960'erne og 1970'erne en efterspurgt session-musiker.
Som teenager var Whitlock ansat ved Stax studierne, hvor han medvirkede på sessions med en lang række af selskabets kunstnere. Sidst i 1960'erne så Delaney Bramlett ham optræde i Memphis og hyrede ham til Delaney & Bonnie. Her mødte Whitlock Carl Radle, Jim Gordon og senere Eric Clapton. Whitlock medvirkede i 1969 sammen med Radle og Gordon på Claptons første solo-album, Eric Clapton, og i starten af 1970 dannede de fire Derek and the Dominoes.
Gruppen medvirkede på George Harrisons All Things Must Pass og efter en række koncerter indledtes optagelserne af gruppens første album, Layla and Other Assorted Love Songs. Whitlock skrev sammen med Clapton hovedparten af sangene til dette album, bl.a. "Tell the Truth", "Roll it Over ", "Keep on Growing " og "I Looked Away". Dette album er siden blevet et af rockens klassikere. Knap et år senere gik gruppen i opløsning under indspilningen af, hvad der skulle have været gruppen andet album.
Efter opløsningen af Derek and the Dominoes fortsatte Whitlock som solist og som session-musiker. På det første soloalbum, Bobby Whitlock, fra 1972 medvirkede alle musikerne fra Derek and the Dominoes, og optagelserne blev sidste gang, gruppens medlemmer spillede sammen. Whitlock medvirkede i samme periode på Rolling Stones' Exile on Main Street.
Efter i 1976 at have udsendt sit fjerde solo-album trak Whitlock sig tilbage til en farm i Mississippi. I de næste 20 år arbejdede han kun sporadisk som session-musiker.
I 1999 vendte Whitlock tilbage med et nyt album, It's About Time. Han medvirkede derefter på et mindre antal sessions og optrådte i mindre omfang sammen med sin kone, CoCo Carmel, med hvem han i 2003 udsendte Other Assorted Love Songs.
Whitlock indspillede med en lang række navne, bl.a. Rolling Stones, Stephen Stills, George Harrison, Dr. John, Jeff Healey og Eric Clapton. Hans sange er indspillet af bl.a. Ray Charles, Albert King, Tom Jones og Sheryl Crow.

## Diskografi (udgivelser i eget navn)
- Bobby Whitlock (1972)
- Raw Velvet (1972)
- One of a Kind (1975)
- Rock Your Sox Off (1976)
- It's About Time (1999)
- Other Assorted Love Songs (2003)